# Antonio Baldissera
Antonio Baldissera ( né à Padoue le 27 mai 1838 et mort à Florence le 8 janvier 1917) est un général italien, actif dans l'Empire éthiopien (Abyssinie) et en Érythrée italienne à la fin du XIXe et au début du XXe siècle.

## Biographie
Baldissera est né à Padoue le 27 mai 1838.  En 1858 sa ville natale étant encore sous domination autrichienne, le jeune Baldissera entre dans l'armée autrichienne, dans laquelle il servit  dans un régiment d'infanterie ; il était capitaine dans le 7th Jägers à Custoza (1866). Lorsque la Vénétie est devenue italienne, il a opté pour la nationalité italienne, conservant son rang dans l'armée italienne. En 1879, il est promu colonel du 7e Bersaglieri .
En 1887, il est promu général de division et se rend en Érythrée sous le commandement du général Alessandro Asinari di San Marzano, restant dans la colonie en tant que gouverneur après le retour de ce dernier. Il occupa Asmara, Keren et d'autres territoires, vainquit les armées de Ras Alula et profitant de l'anarchie de l'Abyssinie planifia  d'autres extensions de la domination italienne. Il organisa les  troupes indigènes ( Askari ), développa l'agriculture et construisit des routes. Mais en raison d'un désaccord avec le gouvernement italien sur sa politique abyssine, il demanda et obtint son rappel après deux ans d'activité.
En 1892, il est promu lieutenant général. Lorsque la Première guerre italo-éthiopienne éclate en 1895, le gouverneur de la colonie de l'époque, le général Oreste Baratieri, ne jouit pas de la confiance du gouvernement italien, qui décide d'envoyer à nouveau Baldissera. Bien que la nomination ait été tenue secrète, Baratieri en a eu vent, décidant d'attaquer l'ennemi et est défait à la bataille d'Adoua (1er mars 1896).
Lorsque Baldissera arrive, il trouve une armée vaincue et démoralisée. Il réorganise les restes de l'armée de Baratieri et les renforts tout juste débarqués, libère les garnisons assiégées de Cassale et d'Adigrat, repousse l'armée du roi Menelek II et réoccupe une grande partie du territoire perdu. Mais la paix est conclue et il est contraint de limiter ses activités à la réorganisation interne de l'Érythrée. 
En 1897, Baldissera retourna en Italie et reprend ses fonctions dans l'armée, commandant successivement les VII et VIII corps d'armée. En 1906, il est nommé sénateur. En 1908, il quitte l'armée, la limite d'âge étant atteinte.
Antonio Baldissera est mort à Florence le 8 janvier 1917.

## Publications
Antonio Baldissera a écrit sur l'administration coloniale et 2 livres d'histoire :
- Relazione sulla occupazione dell'Asmara, Voghera-Roma 1889
- Relazione sulle operazioni nel 2º, periodo della Campagna d'Africa. 1895-96 (dans "Rivista militare italiana", 16 août et 1er septembre 1896)

## Postérité
La Caserne Antonio Baldissera lui est dédiée.